# Виробничий будинок (Чернігів)
Виробничий будинок — пам'ятка архітектури місцевого значення у Чернігові. Наразі у будівлі розміщується 
Чернігівський базовий фаховий медичний коледж.

## Історія
Рішенням виконкому Чернігівської обласної ради народних депутатів від 19.02.1985 № 75 надано статус «пам'ятник архітектури місцевого значення» з охоронним № 23-Чг під назвою «Виробничий дім».
Будівля має власну «територію пам'ятника» та розташована у «комплексній охоронній зоні» (яка також включає Будинок дворянського та селянського поземельного банку), за правилами забудови та використання території. На будівлі не встановлено інформаційну дошку.

## Опис
Цегляний, 2-поверховий, прямокутний у плані будинок. Фасад завершується бічними фронтонами, спрямований на північний схід до П'ятницької вулиці. На південь до будинку примикає 4-поверхова будівля — гуртожитки коледжу.
Будинок був збудований на П'ятницькій вулиці біля перехрестя з Володимирською вулицею (нині історична) у 1880-ті роки (за іншими даними 1904—1905 років) для Гоголівського двокомплектного міського училища, позначеного на плані міста Чернігова 1908 року.
У дворі розташована одноповерхова будівля Чернігівського жіночого ремісничого училища (також будинок № 42). Засноване наприкінці ХІХ століття. Навчання було терміном три роки, де учениці освоювали крій та шиття. Приймали до училища після закінчення початкового училища. Частина без сучасної прибудови одноповерхової будівлі є історичною будівлею.
8 травня 1868 року при благодійному закладі було створено «Чернігівську земську фельдшерську школу», розташовану з 1870 року в садибі земської лікарні (корпуси міської лікарні). Була лише для чоловіків. Інспектором школи було призначено старшого лікаря благодійних установ, доктора медицини Петра Демидовича. Після 1917 року називалася Чернігівська радянська фельдшерська школа. У 1920—1922 роки велася паралельно підготовка помічників лікарів і заклад називався «Чернігівська школа лікарпомів». У період 1922—1929 роки називалася «Чернігівські медкурси, медична профшкола», яка об'єднала в собі акушерську школу, школи сестер милосердя та лікарпомів. 1929 року перейменована на медичний технікум, у період 1935—1941 — Чернігівська фельдшерсько-акушерська школа, а 1936 року на базі фельдшерсько-акушерської школи відкрилася зуболікарська школа. Під час окупації була медичною школою, потім знову фельдшерсько-акушерська школа. У період 1952—2001 років — Чернігівське медичне училище, 2001—2005 роки — базове медичне училище, 2005—2020 роки — базовий медичний коледж.
Під час Другої світової війни, коли Чернігів було окуповано, будівля була зайнята кінотеатром «Арс».
У повоєнні роки 2-поверхова будівля була відновлена і знову служила фельдшерсько-акушерською школою, одноповерхова — не постраждала. Школа було кілька разів реорганізовано. Наразі у будівлі розміщується Чернігівський базовий спеціальний медичний коледж, у будинку всередині двору — бібліотека коледжу.